# Fiume Calliope
Il fiume Calliope (Ka-lai-o-pi) è un fiume australiano che scorre nel Queensland centrale. Il fiume nasce nelle Calliope Range nell'entroterra, scorre lungo la città di Calliope, prima di sfociare nell'Oceano Pacifico a nord della città di Gladstone. La lunghezza del fiume è di circa 100 chilometri, con un bacino di circa 2230 chilometri quadrati.
I principali affluenti del fiume sono l'Oakey, il Paddock e il torrente Larcom. Lungo il fiume si allevano bovini.
Nelle acque del fiume si possono trovare delle meduse per molti chilometri a monte della foce. Questo velenoso animale marino costituisce una minaccia per i nuotatori.